# Crassula grammanthoides
Crassula grammanthoides (лат.) — вид растений рода Толстянка (Crassula) семейства Толстянковые (Crassulaceae), естественно произрастающий на территории Капской провинции Южно-Африканской Республики (Каледон).

## Название
Родовое латинское название Crassula происходит от латинского слова crassus, — «толстый», в основном из-за присутствия у растений этого рода сочных листьев.
Видовой латинский эпитет grammanthoides происходит от названия рода Grammanthes (ныне Crassula) и греческого суффикса -oides, — «напоминающий».

## Ботаническое описание
Растения имеют прямостоячие проволочные ветви, достигающие высоты до 50 мм, и обычно сильно разветвлены. Листья ланцетные, варьируют от яйцевидных до эллиптических, размером 5-10(-15) х 2-6 мм, тупые, слегка цимбивидные, голые, слегка мясистые и зеленые.
Соцветие представлено тирсом, обычно с одним дихазием. Чашечка состоит из продолговато-треугольных долей длиной 2-2,5 мм, тупых, голых, несколько мясистых и зеленых. Венчик чашевидный, у основания сросшийся на 0,3-0,4 мм, от белого до желтого цвета; доли обратноланцетные, 4-5 мм длиной, тупо острые, прямостоячие, на вершине несколько загнутые. Тычинки имеют желтые пыльники. Чешуйки продолговато-клиновидные, размером 0,8-1 х 0,2-0,3 мм, от усеченных до слегка закругленных, постепенно сужаются книзу, слегка мясистые и белые. Столбики тонкие, с явно расположенным дорсолатеральным рыльцем и переходящим в короткий концевой рог. Семена в количестве 8-12 выходят через верхушечные поры листовок.

## Распространение и экология
Растение известно только из типовой коллекции, сделанной близ Каледона в Капской провинции. Оно произрастает на известняковых прибрежных песках и предпочитает песчаные склоны.
Этот вид, сильно напоминающий Crassula depressa, описан лишь по одной коллекции. До тех пор, пока не будет найден живой материал этого вида, невозможно точно установить, является ли боковой придаток, часто присутствующий на стилодиях, функциональным рыльцем.

## Таксономия
Crassula grammanthoides (Schönland) Toelken, первое упоминание в J. S. African Bot. 41: 106 (1975).

### Синонимы
Гомотипные (основанные на одном и том же номенклатурном типе):
- Dinacria grammanthoides Schönland
- Vauanthes grammanthoides (Schönland) V.V.Byalt